# آرشي نورمان
آرشي نورمان (بالإنجليزية: Archie Norman) هو رائد أعمال وسياسي بريطاني، ولد في 1 مايو 1954 في المملكة المتحدة. حزبياً، نشط في حزب المحافظين. وقد انتخب وزير دولة - ظل - لشؤون البيئة والغذاء والقروية ‏ ( – 18 سبتمبر 2001) وفي الانتخابات العامة في المملكة المتحدة 1997 ‏، انتخب عضو البرلمان الثاني والخمسون للمملكة المتحدة عن دائرة تونبريدج ويلز وقد انضم خلال فترته النيابية ‏ (1 مايو 1997 – 14 مايو 2001) للكتلة البرلمانية حزب المحافظين وفي الانتخابات العامة في المملكة المتحدة 2001، انتخب عضو برلمان المملكة المتحدة الـ53 عن دائرة تونبريدج ويلز وقد انضم خلال فترته النيابية ‏ (7 يونيو 2001 – 11 أبريل 2005) للكتلة البرلمانية حزب المحافظين.